# Сватинг

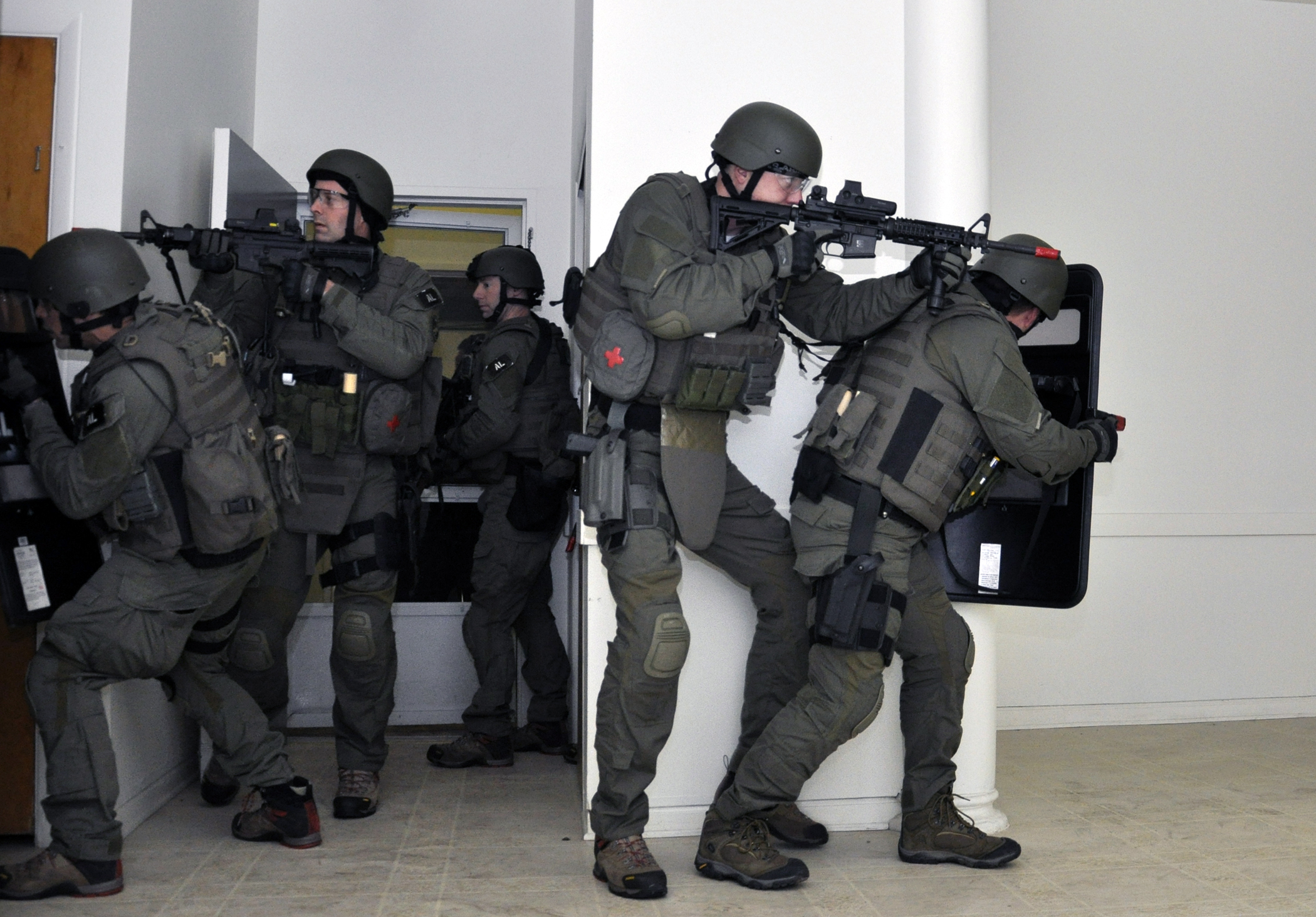
Загін SWAT ФБР під час тренування. У США чимало локальних поліцейських ударних груп закуповують для себе колишнє військове спорядження.

Сватинг  (англ. swatting) — це тактика домагання, яка полягає у введенні аварійно-рятувальної служби в оману (наприклад, шляхом містифікації, спрямованої проти диспетчера відповідної рятувальної служби) так, щоб за адресою іншої особи виїхала штурмова поліцейська група. Це робиться за допомогою фальшивих повідомлень про серйозні правопорушення, такі як закладення бомби, вбивство, захоплення заручників чи інші подібні можливі інциденти.
Цей термін походить від назви штурмової групи «SWAT» (special weapons and tactics), — спеціалізованої поліцейської одиниці у США та багатьох інших країнах, оснащеної військовим обладнанням на кшталт дверних таранів, пістолетів-кулеметів та автоматичних гвинтівок. Якщо є загроза, при якій необхідне втручання цієї одиниці, наслідками іноді стає евакуація шкіл, ділових установ тощо. Сватинг розцінюється як різновид тероризму, оскільки його використовують для залякування та створення ризику отримання тілесних ушкоджень чи навіть смерті.
Хибний виклик аварійно-рятувальної служби вважається кримінальним правопорушенням у багатьох країнах, а карою за нього виступають як грошові штрафи, так і позбавлення волі, адже реагуючи на такий хибний виклик, відповідні служби витрачають кошти з міського бюджету та гроші платників податків. Зокрема, в Каліфорнії сватери зобов'язані відшкодувати повністю всі затрати, спричинені сватингом, сума яких може сягати навіть $10 000.
У січні 2021 року Верховна Рада України прийняла за основу законопроєкт під загальною назвою — «Посилення адміністративної відповідальності за порушення вимог техногенної та пожежної безпеки», що на ділі означає суттєве підвищення сум штрафів за хибний виклик екстрених служб. А конкретно з 51-119 грн до 3400-10200 тис. грн.

## Витоки
У 1970-х повідомлення про загрозу вибуху становили значну проблему для поліції, яка була змушена евакуювати деякі громадські будівлі (такі як аеропорти та школи) у відповідь на фальшиві повідомлення про закладені вибухові пристрої. Такі повідомлення мали на меті спричинити масову паніку і завдати шкоди громадськості, або відстрочити екзамени в навчальних закладах. В останні десятиліття особи, що роблять такі дзвінки з фальшивою інформацією, іноді користуються різними техніками, аби приховати свою особу чи навіть країну походження.
Сватинг, ймовірно, почався із дзвінків пранкерів до аварійно-рятувальних служб. Із плином років містифікатори використовують все більш витончені методи, аби викликати одиниці швидкого реагування саме потрібного їм типу. Зокрема, саме внаслідок спроб направити команди швидкого реагування SWAT до потрібних зловмисникам місць і з'явився термін «сватинг». Це слово використовувалося в ФБР ще 2008 року, а 2015 — вже потрапило до оксфордського онлайн-словника.

## Методи
Техніки й методи підміни ідентифікатора абонента, соціальної інженерії, використання телекомунікаційних пристроїв для глухих, телефонних розіграшів та телефонного фрікінгу в розмаїтих поєднаннях мають застосування серед злочинців-сватерів. Бували випадки, коли системи швидкого реагування 911 (включно як із автоматизованими комп'ютерними системами телефонії, так і з людськими операторами) виявлялися обдуреними дзвінками, зробленими з міст, що перебувають за сотні кілометрів від гаданого місця перебування абонента, іноді — навіть з інших країн. Такий зловмисник зазвичай робить дзвінок на 911, використовуючи підмінений номер телефону (щоб приховати своє реальне місце перебування), з метою шляхом обману змусити відповідальну службу направити команду спецпризначенців до бажаного місця у відповідь на фальшиву загрозу.
Сватинг пов'язаний з іншою зловмисною дією — доксингом, яка полягає в отриманні та поширенні, часто через інтернет, адреси проживання та інших персональних даних певної особи, метою чого є утиски цієї особи (домагання) і створення загрози її життю.

## Закони

### Канада
В Канаді у випадку сватингу до відповідальності формально притягають, зокрема, за такі порушення:
- Висловлення погрози вбивством
- Надання фальшивої інформації з метою створити паніку й завдати шкоди громадськості
- Завдання шкоди приватній власності

### Сполучені Штати

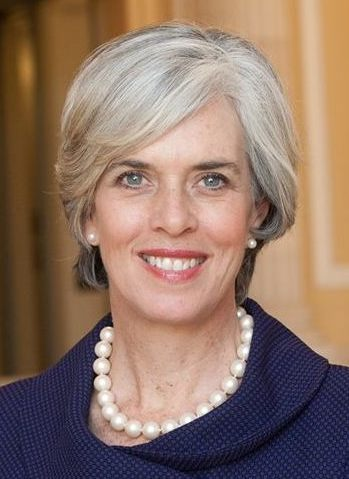
Кетрін Кларк, представниця Массачусетса в Палаті представників, пропонент загальнодержавного акту щодо сватинг-містифікацій від 2015 р.

У США у випадку сватингу до відповідальності притягають у рамках федеральних кримінальних статутів:
- «Змова з метою помсти свідкові, жертві чи інформатору»[21][22]
- «Змова з метою здійснення шахрайства за допомогою телекомунікаційного пристрою та отримання неавторизованого доступу до захищеного комп'ютера»[21][23]
- Підсудного також можуть визнати винним у «змові з метою перешкоджання правосуддю»[24][25]
- У Каліфорнії абоненти, які займаються сватингом, зобов'язані відшкодовувати в повному обсязі всі затрати, пов'язані з цією їхньою зловмисною діяльністю. Сума може сягати $10 000[8]

2011 року сенатор від штату Каліфорнія Тед Лью написав законопроєкт для збільшення покарання за сватинг. Його ж власна сім'я стала жертвою сватингу, коли цей законопроєкт було винесено на розгляд. Його будинок оточила дюжина офіцерів поліції, а також пожежники та парамедики після того, як місцева поліція отримала, нібито від самого Лью, повідомлення про те, що він убив свою дружину (насправді в цей час він перебував у сусідньому окрузі, діти — в школі, а дружина була вдома).
2015 року член законодавчих зборів штату Нью-Джерсі Пол Моріарті оприлюднив законопроєкт, який мав на меті збільшити відповідальність за хибні виклики аварійно-рятувальних служб, і сам став жертвою однієї з таких містифікацій. Законопроєкт пропонував збільшити максимальний термін ув'язнення до 10 років, а штраф — до $150 000.
Двопартійний закон 2015 року, запропонований у Конгресі Патріком Міганом та Кетрін Кларк, зробив сватинг федеральним злочином із ще жорсткішим покаранням. Конгресвумен Кларк написала op-ed у виданні The Hill, стверджуючи, що з 2,5 мільйона випадків кіберпереслідування, що відбулися між 2010 та 2013 роками, лише в 10 випадках зловмисників притягнули до відповідальності, однак вона не навела джерела для такого твердження. У відповідь на цей закон, 31 січня 2016 року анонімний абонент з метою помсти викликав поліцію до будинку Кларк.

## Поранення та смертельні випадки, спричинені сватингом

### Інцидент 2015 року
15 січня 2015 року в містечку Сентінел, Оклахома, округ Вошіта, диспетчери отримали дзвінки на 911 від когось, хто представив себе як Даллас Гортон і повідомив їм, що він замінував місцевий дошкільний навчальний заклад. Представники шерифа округу Вошіта, а також шеф поліції Сентінела Льюїс Росс вломилися в помешкання Гортона. Росс, на якому був бронежилет, отримав кілька пострілів від Гортона. Пізніше розслідування виявило, що дзвінки не здійснювались із дому Гортона, через що агенти Бюро розслідувань штату Оклагома зробили висновок, що Гортон не знав про те, що в його помешкання вривається штурмова група поліції. Згодом Джеймс Едвард Голлі зізнався поліції, що це він робив дзвінки з двох «нечинних» телефонів, тому що він був злий на Гортона. Росс, який отримав декілька пострілів у груди та в плече, був поранений, але його успішно вилікували й виписали з місцевої лікарні.

### Інцидент 2017 року
28 грудня 2017 офіцери поліції Вічіти вбили чоловіка на ім'я Ендрю Фінч у його канзаському домі внаслідок сватингу. На основі ряду скриншотів дописів у Twitter, видання Wichita Eagle зробило припущення, що Фінч був ненавмисною жертвою сватингу після того, як двоє гравців Call of Duty, що перебували в одній команді, сильно посварилися через якесь парі на 1,50 долара.  29 грудня 2017 року поліція Лос-Анджерелеса заарештувала у зв'язку з цим інцидентом 25-річного серійного сватера Тайлера Рая Баррісса, відомого в мережі під псевдонімами «SWAuTistic» і «GoredTutor36». 2018 року Баррісс отримав офіційне обвинувачення від федерального великого журі, наряду з двома іншими особами, що мали стосунок до інциденту. За словами федерального прокурора США Стівена Мак-Алістера, максимальною карою за цілеспрямовану містифікацію, що призвела до смерті людини, є довічне ув'язнення, тоді як покаранням за інші кримінальні правопорушення в цьому випадку є позбавлення волі на строк до 20 років.

## Інші резонансні випадки
2009 року з допомогою слідчого  Біллі Сміта, який займався випадками містифікацій та обману в телекомунікаційній компанії Verizon, заарештовано сліпого фрікера Метью Вейгмана. Вейгмана засудили на 11-річне позбавлення волі у федеральній в'язниці після того, як суд визнав його винним у таких порушеннях, як «участь у сватинг-діяльності» та спроба вчинити помсту свідкові.
У 2012 році CNN брали інтерв'ю у політичного коментатора Еріка Еріксона, щоб обговорити інцидент, при якому він став жертвою сватингу. Абонент, який додзвонився на лінію 911, подав операторам адресу Еріксона як свою власну, і ствердив таке:
| Я щойно застрелив свою дружину, тож.... Не думаю, що я можу туди спуститись.... Вона мертва, тепер.... Я дивлюсь на неї.... Я маю намір застрелити ще когось, невдовзі.[44] Оригінальний текст (англ.) I just shot my wife, so.... I don't think I could come down there.... She's dead, now.... I'm looking at her.... I'm going to shoot someone else, soon. |

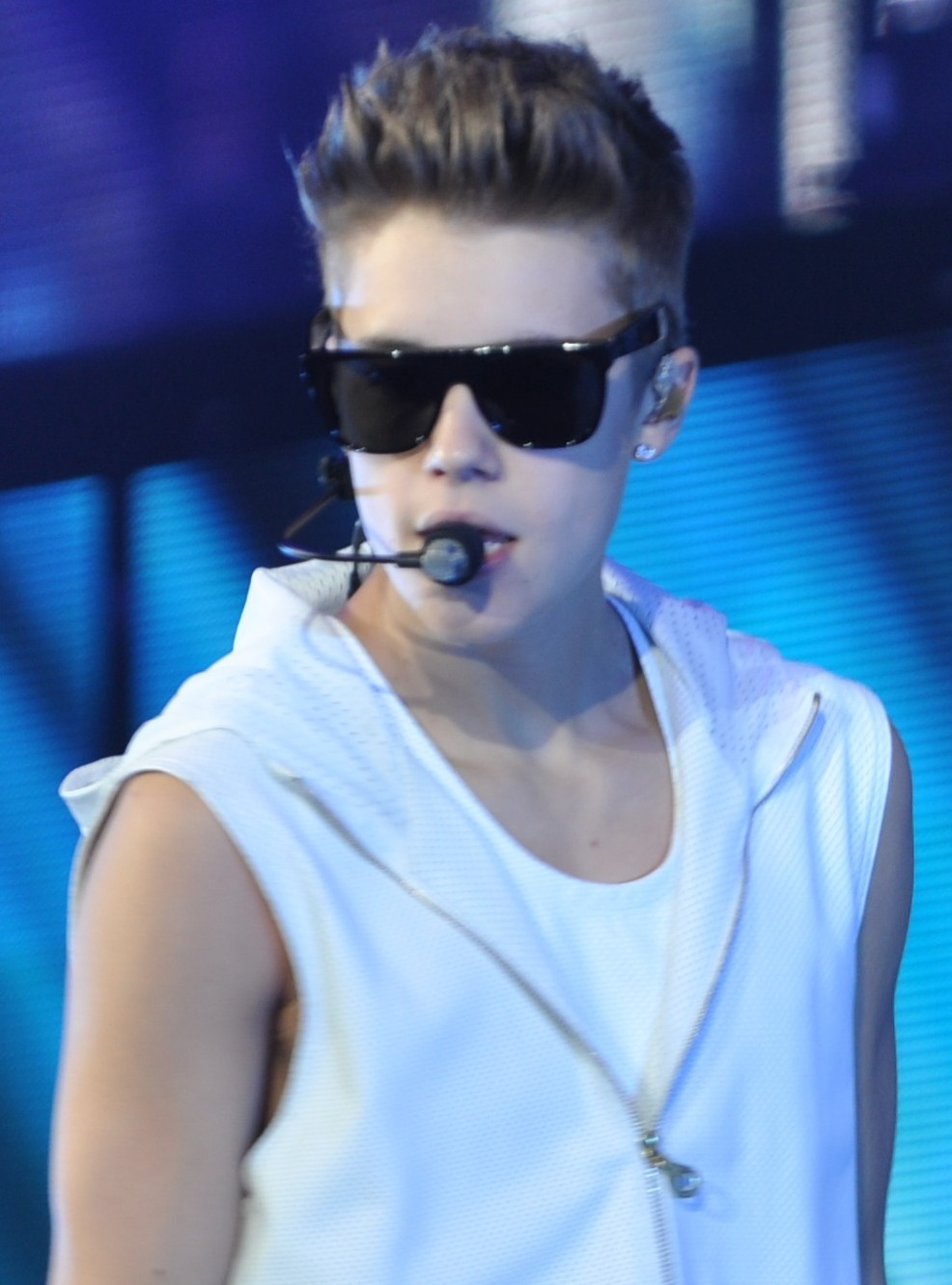
Джастін Бібер — один з тих знаменитостей, які мали нещастя стати жертвами сватингу.

Цей інцидент спонукав представницю 24-го округу конгресу Флориди Сенді Адамс домагатися розслідування під егідою Департаменту юстиції.
2013 року жертвами сватингу став ряд знаменитостей США, включно з Шоном Комбзом. У минулому інциденти, спричинені сватингом, відбулись у домівках Ештона Кутчера, Тома Круза, Кріса Брауна, Майлі Сайрус, Іггі Азалії, Джейсона Деруло, Snoop Dogg, Джастіна Бібера та Клінта Іствуда.
У 2013 році мережа шахраїв, що займалася кардингом і доксингом публічних представників влади за допомогою викрадених звітів про кредити, обрала собі за жертву експерта з комп'ютерної безпеки Браяна Кребза, надсилаючи поліції зловмисні повідомлення щодо нього. Лідер групи, особа на ім'я Іслам, також використовував сватинг з метою нашкодити обвинувачеві Стівену П. Гейману, конгресменові Майку Роджерсу, а також дівчині, яку він переслідував у мережі через те, що вона відкинула його романтичні пропозиції. Іслама звинувачено в доксингу і сватингу понад 50 публічних осіб, серед яких Мішель Обама, Роберт Маллер, Джон Бреннан, ну й, звісно, Кребз. Зловмисника засудили на два роки ув'язнення. Українського комп'ютерного хакера Сергія Вовненко визнали винним у використанні викрадених кредитних карток, а також у складанні зловмисного плану: купити героїн, надіслати його Браяну Кребзу, а потім — викликати до його будинку поліцію, скориставшись методом сватингу. Його засудили на 15 років позбавлення волі в Італії та ще 41 місяця ув'язнення в штаті Нью-Джерсі.
У травні 2014 року в Оттаві, Онтаріо, Канада, заарештували Кертіса Гервайса за цілеспрямоване здійснення тридцяти хибних викликів по всій Північній Америці, що в результаті обернулося для нього шістдесятьма звинуваченнями, «серед яких — погроза вбивством, надання хибної інформації з метою викликати паніку і нанести шкоду громадськості та приватній власності». Гервайса засудили до дев'яти місяців домашнього арешту. Суддя з Онтаріо Мітч Гоффман зауважив, що наслідком хибних викликів, що спричинили евакуацію шкіл, будинків та торгового центру, стало «введення у стан смутку та залякування» тисяч лдських життів. Він також назвав усі ті випадки сватингу «масштабною тратою громадських ресурсів, що дорого коштувала аварійно-рятувальним службам, а отже, й платникам податків.»
27 серпня 2014 року користувач YouTube Джордан Метьюсон, відомий у мережі під нікнеймом Kootra, транслював наживо свою гру Counter-Strike: Global Offensive на Twitch. Один із глядачів подзвонив на 911 і повідомив про стріляннину в будинку із захопленням заручників. Команда SWAT здійснила рейд на офіс ігрової компанії Метьюсона, The Creatures LLC. Метьюсона повалили на підлогу й обшукали, в той час як інші офіцери проводили обшук кімнати. Ці події транслювалися наживо в інтернеті, аж доки правоохоронці не вимкнули вебкамеру на столі Метьюсона. Відео сватингу стали вірусними, здобувши понад 4 мільйони переглядів на YouTube, а також про цю подію повідомляли в новинах по всьому світі.
11 вересня 2014 року програміст Bukkit Веслі «Wolvereness» Вулф став жертвою сватингу. Невизначений абонент Skype повідомив поліції, що Вулф застрелив своїх батьків і не має наміру на цьому зупинятись. На думку Вулфа, його обрали ціллю сватингу, щоб помститись за те, що він ініціював зняття CraftBukkit з репозиторію Bukkit у рамках DMCA.
6 листопада 2014 року локальна поліція здійснила рейд на будинок працівника (ім'я невідоме) студії Bungie, яка розробляла франшизи Halo та Destiny, після того, як надійшов дзвінок від когось, хто нібито перебував усередині будинку й повідомив про захоплення заручників. Абонент вимагав викуп розміром у $20 000 і стверджував, що на подвір'ї закладена вибухівка. Через 45 хвилин поліція визначила, що дзвінок здійснювався з комп'ютера, а не з гаданого помешкання; вони також зробили заяву про те, що якщо порушника вдасться спіймати, йому загрожує штраф і річне ув'язнення.
5 грудня 2014 року в місті Коквітлам (Британська Колумбія) поліція заарештувала неповнолітнього, відомого під псевдонімом «Obnoxious», який здійснив загалом щонайменше 40 успішних та невдалих спроб сватингу в декількох країнах. Порушник зазвичай обирав собі за жертв «переважно молодих геймерів жіночої статі», які ігнорували його заявки в друзі у грі League of Legends та на Twitter. Він користувався методами соціальної інженерії та інструментами стеження, наявними у Skype, аби отримувати інформацію щодо місця проживання його жертв від компаній на кшталт Cox Communications, а також користувався дзвінками через VoIP, аби приховати своє реальне місце перебування. Зловмисник почувався настільки безпечно, що навіть транслював свої сватинг-дзвінки в мережі. Підліток отримав офіційні звинувачення у здійсненні 23-х злочинів. Стаття на цю тему в газеті New York Times розкритикувала сервіс Twitch за те, що його адміністратори не заблокували цього користувача та пов'язані з ним акаунти.
3 січня 2015 року в місті Портленд (Орегон) двадцять офіцерів поліції направились до колишнього дому Ґрейс Лінн — жінки-трансгендера. Пізніше вона зазначила, що це була кульмінація онлайн-переслідувань, що тривали місяцями і здійснювалися з боку прихильників кампанії Gamergate, після того, як вона відкликала свою підтримку цього руху. Сватер, що походив із Сербії, стверджував, що він не має жодного стосунку до Gamergate. Лінн сказала, що вона дізналася про інцидент завдяки тому, що виконувала щоденні превентивні перевірки персональних нападок, спрямованих у її бік, і що їй вдалося розрядити ситуацію, коли вона вийшла на зв'язок із поліцією.
У травні 2015 року на невключеній території Сайпресс, штат Техас, поліція заарештувала 19-річного Захарія Лі Морґенстерна після того, які він зробив декілька фальшивих повідомлень про мінування та кілька дзвінків з метою сватингу в штатах Міннесота, Огайо та Массачусетс. Зокрема його цілями ставали дві школи в місті Маршалл (Міннесота). Поліція визначила його IP-адресу через Twitter та Google. Морґенстерна визнали винним у здійсненні декількох федеральних злочинів і в грудні 2015 року засудили до 41 місяця позбавлення волі.
У серпні 2015 року засновниця вебсайту Mumsnet стала ціллю сватингу, в результаті чого до її дому було направлено групу швидкого реагування міської поліції Лондона. Цей хибний виклик був поєднаний із DoS-атакою на вебсайт Mumsnet та погрозами, власне, сватингом.
31 січня 2016 року, приблизно о 10 годині вечора представниця штату Массачусетс у Палаті представників США, Кетрін Кларк, стала жертвою сватингу, здійсненого анонімним абонентом, який стверджував, що в домі представниці відбувається стрілянина. Поліція міста Мелроуз прибула до будинку у відповідь на виклик, але покинула його, з'ясувавши, що виклик був фальшивим. Кетрін Кларк була пропоненткою загальнодержавного акту щодо сватингу (Interstate Swatting Hoax Act of 2015), метою якого стало збільшення покарання за сватинг, а також піднесення цього злочину до федерального рівня. Після цього інциденту вона «сказала, що до тієї недільної ночі вона симпатизувала особам, які ставали жертвами сватингу, але тепер цілком усвідомлює, що означає бути однією з них.» Потім вона зазначила, що цей інцидент «справді спонукає мене підвищити ставки».
28 квітня 2017 року користувач Twitch Пол Денайно (псевдонім «Ice Poseidon»), перед тим як зайняти своє місце в літаку American Airlines, робив онлайн-трансляцію на своєму каналі у Twitch. Після того, як літак приземлився, на пероні аеропорту з'явилася команда швидкого реагування поліції, яка силоміць вивела Пола Денайно та ще одну особу з літака. Справа в тому, що якийсь анонімний абонент повідомив поліцію, що Пол Денайно має бомбу (насправді це була брехня).
16 жовтня 2017 року поліція оточила місцевість, у якій проживав біткойн-інженер Джеймсон Лопп, у відповідь на повідомлення про захоплення заручників. Анонімний абонент подзвонив та повідомив, що він вже застрелив одну особу, а решту тримає заради викупу в заручниках у будинку, замінованому вибухівкою C4. Пізніше Лопп написав від першої особи звіт про цей свій жахливий досвід і запропонував нагороду за будь-яку інформацію, яка могла б призвести до арешту зловмисника й притягнення його до відповідальності.
16 травня 2018 року популярний стример і колишній професійний гравець Overwatch Фелікс «xQc» Лянжель зіткнувся з неприємною ситуацією: поліція здійснила рейд на його помешкання в Каліфорнії та одягла на нього наручники прямо під час стриму. Пізніше Лянжель повідомив, що на нього було спрямовано три дула вогнепальної зброї. І хоча аналітик Overwatch League Бреннон Гук заявив, що рейд був спричинений скаргою сусіда на шум у квартирі Ленґ'єла, сам Ленґ'єл переконаний, що він став жертвою сватингу.
5 червня 2018 року поліцію викликали до будинку Девіда Гоґґа (Паркленд, Флорида), який був одним з тих, хто вижив у стрілянині в школі Стоунмен-Даґлас і пізніше став активістом у питаннях контролю обігу зброї. Невідомий абонент повідомив про «ситуацію із захопленням заручників», у результаті чого до будинку направили команду SWAT. У той час Гоґґа не було вдома, оскільки він перебував разом зі своєю сім'єю в місті Вашингтон, де мав отримати нагороду імені Роберта Ф. Кеннеді з питань захисту прав людини, як один з організаторів «Маршу за наші життя»